# Uroxys dybasi
Uroxys dybasi là một loài bọ cánh cứng trong họ Bọ hung (Scarabaeidae).